# Вражі стежки
Вражі стежки (рос. Вражьи тропы) — радянський художній фільм-драма 1935 року, знятий режисерами Іваном Правовим і Ольгою Преображенською на кіностудії «Мосфільм».

## Сюжет
За мотивами роману І. Шухова «Ненависть». Про колективізацію в Казахстані. Свідома біднота викриває куркулів-шкідників і починає організовувати колгоспи. Горе в сім'ї багатія Єпіфана Окатова: вирішив голова сімейства публічно покаятися у «своєму нерозумному і шкідливому для радянської влади житті», відректися від злочинницького минулого і віддати свій дім на шість світлиць дорогому суспільству під школу. Тільки не вірять його словам ні наймичка Фешка, ні казах Аблай, ні колишній пастух Роман.

## У ролях
- Михайло Нароков — Єпіфан Окатов
- Андрій Абрикосов — Інокентій Окатов
- Борис Тенін — Роман Каргаполов, колишній пастух
- Емма Цесарська — Фешка, Сурова, наймичка
- Марина Ладиніна — Лінка, Олена Янівна Дроздова, вчителька
- Микола Плотников — Ларя, Лазар Нашатир
- Хакім Давлетбеков — Аблай
- Петро Рєпнін — Бутешкін
- Олександр Громов — Онисим
- Іван Бобров — Пікулін
- Микола Вітовтов — Клюшкін
- Яків Риков — брат Клюшкіна
- Іван Любезнов — епізод
- Микола Трофімов — епізод

## Знімальна група
- Режисери — Іван Правов, Ольга Преображенська
- Сценарист — Іван Правов
- Оператори — Микола Власов, Валентин Павлов
- Композитор — Данило Покрасс
- Художник — Дмитро Колупаєв